# Route 24 (Ontario)
Pour les articles homonymes, voir Route 24.
La route 24 est une route provinciale de l'Ontario reliant Simcoe à Cambridge en passant par Brantford. Elle s'étend sur 64,5 kilomètres.

## Description du tracé
La route 24 commence au nord de Simcoe, sur la route 3. Elle se dirige ensuite vers le nord pendant vingt kilomètres jusqu'à Scotland, où elle bifurque vers le nord-nord-est pendant dix kilomètres avant de se rediriger vers le nord sur une distance de huit kilomètres, soit jusqu'à l'autoroute 403.
La 24 forme un multiplex avec la 403 pendant 9 kilomètres jusqu'à Brantford(de la sortie 27 à la sortie 36 de la 403), où la route 24 se détache de l'autoroute. Dans la partie nord de Brantford, la route 24 est un boulevard à quatre voies séparées nommé King George Rd.
Après avoir passé Brantford, la 24 suit la rive de la Grand river (rivière Grand) sur la rive est jusqu'à la limite de la ville de Cambridge, où elle prend fin. La 24 se poursuit tout de même en tant que route locale 24, qui traverse toute la ville jusqu'à l'autoroute 401.

## Intersections principales
| Route 24                                       |      |                     |                                           |                                                                      |
| ville                                          | km   | Intersection        | Destination                               | Notes                                                                |
| Simcoe                                         | 0    | Route 3             | Tillsonburg, Windsor, Buffalo             | Début de la 24                                                       |
| Paris                                          | 36   | A-403               | London, Windsor (vers l'ouest)            | échangeur; début du multiplex avec la 403 (sortie 27)                |
| Brantford                                      | 45   | A-403               | Brantford centre-ville, Hamilton, Toronto | échangeur; fin du multiplex avec la 403                              |
| Cambridge (limite de la ville)                 | 64,5 | Limite de Cambridge |                                           | continue en tant que route locale 24; fin de la route provinciale 24 |
| Cambridge                                      | ~ 71 | Route 8*            | Kitchener, Hamilton                       |                                                                      |
| Cambridge                                      | ~ 78 | A-401               | Kitchener, London, Windsor, Toronto       |                                                                      |
| * Route locale 8 ● Multiplex ● Route locale 24 |      |                     |                                           |                                                                      |